# Historie Vánoc
Vánoce jsou svátky, který slaví společně katolíci, protestanti, bezvěrci i jinověrci. Způsob oslavy Vánoc se během historie měnil.

## Historie

### Kořeny
Přestože například západní křesťané slaví Vánoce jako narození Mesiáše, jiné křesťanské církve vnímají Vánoce jako ryze pohanské svátky, na rozdíl od Velikonoc. Svědkové Jehovovi se k oslavám Vánoc staví kriticky s odůvodněním, že pokyny jak mají oslavovat Spasitele (eucharistie) věřící obdrželi již od Spasitele a poukazují na skutečnost že jde o narození Ježíšovy lidské formy. Důvody neslavení Vánoc zde ale zřejmě budou komplikovanější.
Podle jiných zdrojů jsou Vánoce původně pohanský zvyk, křesťanská církev se snažila i řadu jiných pohanských zvyků proměnit v součást křesťanských oslav. Ke stejnému závěru dospěl i Jan z Holešova, autor Pojednání o Štědrém večeru z časů vlády krále Václava IV. kolem roku 1400.
Původ Vánoc, ať je již jakýkoliv, nemá žádný vliv na míru a podstatu slavení Vánoc jako křesťanského svátku, jako oslavy Ježíše Krista, ale ani občanského svátku Vánoc, který je oslavou míru, vzájemnosti a rodiny.

#### Dobový kontext vzniku a vliv pohanství
Období vzniku vánočních oslav v třetím nebo čtvrtém století odpovídá době, kdy v částečně pohanské Evropě byly stále slaveny pohanské zimní svátky a mnohde zachovávány pohanské zvyky.
V předkřesťanské Evropě a v prvních staletích křesťanství byly běžné zimní oslavy spojené zejména se zimním slunovratem. Tento svátek byl nejpopulárnějším svátkem roku u mnoha evropských pohanských kultur. Důvody zahrnovaly skutečnost, že v zimě bylo třeba udělat jen málo zemědělských prací, i pastevci zahnali stáda z pastvin a ustájili je ve chlévech. Také to byl čas očekávání období lepšího počasí, které se s jarem přiblížilo. Mnoho pozdějších a moderních vánoční zvyků bylo přímo ovlivněno pohanskými svátky a tradicemi, včetně římských Saturnálií, Nového roku a svátku Díkuvzdání. Z pohanských tradic vychází dekorace, světla, obdarovávání, i různé tradiční pokrmy.
Paganská Skandinávie slaví v tomto období Yule, svátek zimního slunovratu, slavený 21.–22. prosince, jehož oslavy trvají až do ledna. Severní Evropa byla christianizována jako poslední část kontinentu a pohanské tradice měly velký vliv na Vánoce. Příkladem takové tradice je slovanský zimní svátek Koleda (také Kračun, Hody), který byl začleněn do Vánoc jako vánoční zvyk koledy. Ve Skandinávii je stále ještě slovo Yule synonymem pro Vánoce. Toto použití bylo poprvé zaznamenáno v roce 900 n. l.
Zajímavostí je, že v tomto období, tedy v prosinci, se slaví i židovská chanuka, velmi významný židovský tradiční svátek, od něhož jsou odvozeny i některé vánoční zvyky.

### Vznik Vánoční tradice
Doba rozšíření Vánoc není jistá, stejně jako důvod vzniku křesťanských oslav narození Spasitele v období, kdy jiné náboženské skupiny a pohané slavili Saturnálie a zimní slunovrat. Je uváděno, že základ koncepce oslav narozenin Krista byl založen ranými křesťany v druhém století. Vánoční tradice byla během 3. století opuštěna a znovu vytvořena ve čtvrtém století.

#### Doba vzniku tradice
Ačkoliv v roce 303 n. l. se Arnobius de Sicca (Arnobius starší), propagátor raného křesťanství, vysmívá slavení narozenin bohů, neznamená to, že Vánoce v této době nebyly slaveny. Je totiž možné, že by mohlo nějak být oslavováno narození Ježíše Krista jako narozeniny kteréhokoliv člověka, který žil a zemřel. Nelze tedy spolehlivě říci, že v této době ještě Vánoce nebyly již podobným křesťanským svátkem jakým jsou v 21. století, nebo dokonce, že by dnešní podoba slavení Vánoc byla ranými křesťany vysmívána. S ohledem na to, že ještě na počátku 21. století není známo skutečné datum, tedy rok a ani měsíc, vtělení Ježíše, je však slavení narozenin z dnešního pohledu těžko představitelné.
Je prokázáno, že Vánoce začaly být oslavou narození Spasitele právě v třetím až čtvrtém století, v tomto období raného křesťanství. Lze však předpokládat, že kdyby bylo známo, a slaveno dříve ranými křesťany jako nějak významné datum, bylo by již do třetího století zmíněno v dobových zdrojích. Pro nedostatek jiných důkazů a jakýchkoliv podkladů, je tedy jako možný počátek prvního slavení Vánoc ranými křesťany uvažovat hypoteticky toto krátké období mezi kritikou slavení narozenin bohů propagátorem křesťanství a první doloženou oslavou Vánoc jako narozenin Spasitele.
Mezi východní křesťany byly Vánoce rozšířeny jako součást oživení katolicismu po smrti proariánského císaře Valense v bitvě u Adrianopole (378). Zvyk slavení Vánoc byl zaveden v Konstantinopoli v roce 379, a do Antiochie tradice dosáhla okolo roku 380. Od slavení svátku bylo upuštěno poté, co Řehoř z Nazianzu odstoupil jako biskup v roce 381, ale bylo znovu zavedeno Janem Zlatoústým asi v roce 400.

#### Souvislost oslav Vánoc a svátkuDies Natalis Solis Invicti
Dies Natalis Solis Invicti znamená v překladu Narozeniny nepokořitelného Slunce. Tento svátek slavnostně založil římský císař Aurelianus (214 – 275 n. l.) na oslavu boha Slunce. Byl slaven v době zimního slunovratu, 25. prosince. Během své vlády Aurelianus upevnil postavení slunečního boha Sola a jeho krédem bylo „Jeden Bůh, jedna Říše“ a „Bůh a přirozený pán“. Křesťanství, které se v této době šířilo, je také monoteistické náboženství.
Hypotéza, podle které vzniklo slavení Vánoc nahrazením římského svátku Dies Natalis Solis Invicti (Narozeniny nepokořitelného Slunce), je spojována s raně křesťanskou christologickou exegezí verše proroka Malachiáše, podle něhož těm, kdo se bojí Boha, „vzejde Slunce spravedlnosti“: Ale vám, kdo se bojíte mého jména, vzejde slunce spravedlnosti se zdravím na paprscích. Rozběhnete se a budete poskakovat jako vykrmení býčci. Jenže Malachiáš hovoří o „Slunci spravedlnosti“ a nikoli o „nepřemožitelném Slunci“ a podle katolické církve není možné tyto výrazy směšovat. Malachiášovo proroctví se také cituje, s použitím titulu „slunce spravedlnosti“ přiřčeného Kristu, ve spisku De Pascha computus (O výpočtu Velikonoc), který se dochoval mezi díly kartaginského biskupa Cypriána z roku 243.
V souvislosti s touto hypotézou lze zmínit, že ve čtvrtém století, kdy byly oslavy Vánoc znovu obnoveny, Jan Zlatoústý, který prosazoval oslavy narození Krista dne 25. prosince, komentoval spojení Spasitele a Dies Natalis Solis Invicti takto: Ale náš Pán se také narodil v prosinci ... osm dní před lednovými kalendami (25. prosince)... Ale oni tomu říkají „Narozeniny neporazitelného“. Kdo vlastně je tak neporazitelný jako náš Pán... ? Nebo, když říkají, že jsou to narozeniny Slunce, On je Sluncem spravedlnosti. Ztotožňování Krista s bohem Slunce však jako herezi odmítl již Svatý Augustin.

### Termín svátku
Přesný původ přiřazení 25. prosince na narození Ježíše Krista, je nejasný a zpochybnitelný. Ohledně zakotvení přesného termínu oslav Vánoc je vytvořeno několik hypotéz.
Již jeden z nejstarších biblických komentářů z přelomu 2. a 3. století připisovaný Hippolytovi označuje jako možné datum Kristova vtělení středu 25. prosince. Totéž datum uvádí ve svém díle Chronographiae z roku 221 římský historik Sextus Iulius Africanus a již zmíněný spis De Pascha computus. připisovaný sv. Cypriánovi. Z dalších indicií lze usuzovat, že v mnoha částech římské říše křesťané slavili Kristovo narození již před Konstantinem.

#### Výpočet data narození podle data početí
Irenej z Lyonu (130 – 202 n. l.) se podílel na vytvoření koncepce oslav v souvislosti s ukřižováním Ježíše Krista, které byly stanoveny na 25. března v době, kdy panovaly spory o ukotvení svátku. Irenej je podle některých zdrojů označován za autora díla Adversus Haereses (plným názvem Elenchos kai anatropé tés pseudonymú gnóseós, česky "Odhalení a odmítnutí předstíraného, avšak falešného poznání (gnóze)"), tedy díla, které se zabývá heretickými, především asijskými církvemi, a jejich praktikami v druhém století, a který zmiňuje založení oslav narození Ježíše Krista (Vánoc) a ukotvení jejich data v kalendáři.
Ukotvení data v kalendáři je vysvětlováno vypočtením termínu narození z termínu početí. Oslava početí Ježíše, známá jako Zvěstování Panny Marie, byla spojena s oslavou jarní rovnodennosti, tedy po devíti měsících se oslava narození shoduje s termínem oslav zimního slunovratu. Dílo známé jako De Pascha computus (243 n. l.) vede k myšlence, že stvoření začíná jarní rovnodenností, 25. března, s početím nebo narozením (slovo nascor může znamenat jedno nebo druhé) Ježíše dne 28. března, v den vzniku slunce podle knihy Genesis. Jeden z možných překladů tak zní: „O skvělá a božská prozřetelnost Pána, že v ten den, ten stejný den, kdy bylo stvořeno Slunce, 28. března, ve středu, by se Kristus měl narodit. Z tohoto důvodu prorok Malachiáš, jenž hovořil o něm s lidmi, trefně řekl: Vzejde Vám slunce spravedlnosti, a zdraví bude na jeho křídlech.“
Podobně spis De solsticiis et aequinocibus z poloviny 4. století klade datum Velikonoc k 25. březnu, a toto datum ztotožňuje s datem Kristova vtělení, tedy početí. Této hypotéze vzniku Vánoc odpovídá i analogický způsob oslav, běžnější na křesťanském Východě, kde se takto váže 6. duben a 6. leden, kdy křesťané slaví svátek Epifanie čili Zjevení Páně.

#### Převzetí termínu římského svátkuDies Natalis Solis Invicti
Tento římský svátek je již zmíněn výše. Ať už považujeme hypotézu o nahrazení svátku Dies Natalis Solis Invicti Vánocemi za věrohodnou či nikoli, je možné, že křesťané považovali sváteční termín za vhodný k vlastním oslavám. V knize Oxford Companion to Christian Thought je na základě poznámek o nejistotě ohledně pořadí mezi náboženskými oslavami narozenin nepokořitelného Slunce a narozenin Ježíše zmíněna hypotéza, že 25. prosinec byl vybrán na oslavu narození Ježíše na základě přesvědčení, že k početí došlo dne 25. března a 25. prosinec byl potenciálně stanoven jako křesťanský svátek ještě před Aureliánovým dekretem, který, když byl vyhlášen, mohl být pro křesťanský svátek příležitostí a výzvou.

#### Pravdivé datum vtělení
Jedna z posledních hypotéz tvrdí, že datum oslavy Vánoc může odpovídat skutečnému datu Ježíšova narození. Tato hypotéza se zakládá na analýze esénské knihovny v Kumránu a některých informací z Lukášova evangelia, podle něhož archanděl Gabriel knězi Zachariášovi v jeruzalémském chrámu během služby Abiovy kněžské třídy, do níž náležel, oznamuje, že se mu narodí syn.
Podle kalendáře služeb jednotlivých tříd, který se podařilo zrekonstruovat na základě kumránských svitků, Abiova třída v chrámu sloužila dvakrát do roka, z toho jednou v posledním zářijovém týdnu, kdy k tomuto poselství tedy také mohlo dojít. Jan Křtitel by se tak mohl narodit na konci června (konec září + 9 měsíců Alžbětina těhotenství). Ježíš se pak narodil, jak lze vyčíst z Lukášova evangelia, šest měsíců po Janu Křtiteli. Pak je tedy možné, že by k narození došlo na konci prosince.
Proti této teorii ovšem hovoří klimatická fakta. V době narození Spasitele, podle evangelií, v oblasti kde k narození došlo, pásli pastýři pod širým nebem: "V tom kraji byli pastýři, kteří pobývali pod širým nebem a drželi noční hlídky u svého stáda.“ Lk 2, 8 (Kral, ČEP) Pastýři během zimního období v Judsku v těchto letech však mívali z praktických důvodů stáda v chlévech. Podle této informace v evangeliích by tak pravděpodobným datem vtělení nemohl být 24. prosinec, 25. prosinec, a zřejmě ani lednová data oslav.
Pastýři v této zemi vždycky sháněli svá stáda z hor a luk a zahnali je nejpozději do 15. října do stájí, aby dobytek chránili před chladem (15–18 °C) a dešti. Zimní období je zde období dešťů. Samotná Bible zmiňuje (Píseň písní 2: 11 a Ezdráš 10: 9, 13), že zima byla chladným a deštivým obdobím, které nedovoluje, aby se páslo v noci na loukách.

#### Jiné vysvětlení
S ohledem na mísení a přejímání tradic různých kultur nelze vyloučit, že datum 25. prosince jako oslavy Ježíšova narození může pocházet i z nějaké jiné starobylé tradice, která měla historické jádro. Tato možnost zůstává zatím otevřena.

### První písemné zmínky o svátku
Prvním dokumentem, který dosvědčuje přímo slavení Vánoc je Filokalův Chronograf z roku 354, když uvádí narození Krista mezi oslavami mučedníků římské církve v tzv. Depositio martyrum. Kvůli jisté nepravidelnosti v seznamu úmrtí papežů v témže kalendáři pak můžeme datovat toto svědectví do roku 336. Tento údaj znamená, že křesťané Vánoce coby narození Krista slavili v Římě nejpozději tohoto roku, pravděpodobně však již dříve.
Chronograf je iluminovaný rukopis, ilustrovaný kalendář, sestavený v Římě. Obsahuje seznam výročních dnů a seznam římských biskupů a je také prvním písemným dokladem, jenž odkazuje na datum slavení narozenin Spasitele v 25. prosinci. Na východě první křesťané slavili narození Krista jako součást Zjevení Páně 6. ledna.

### Středověk

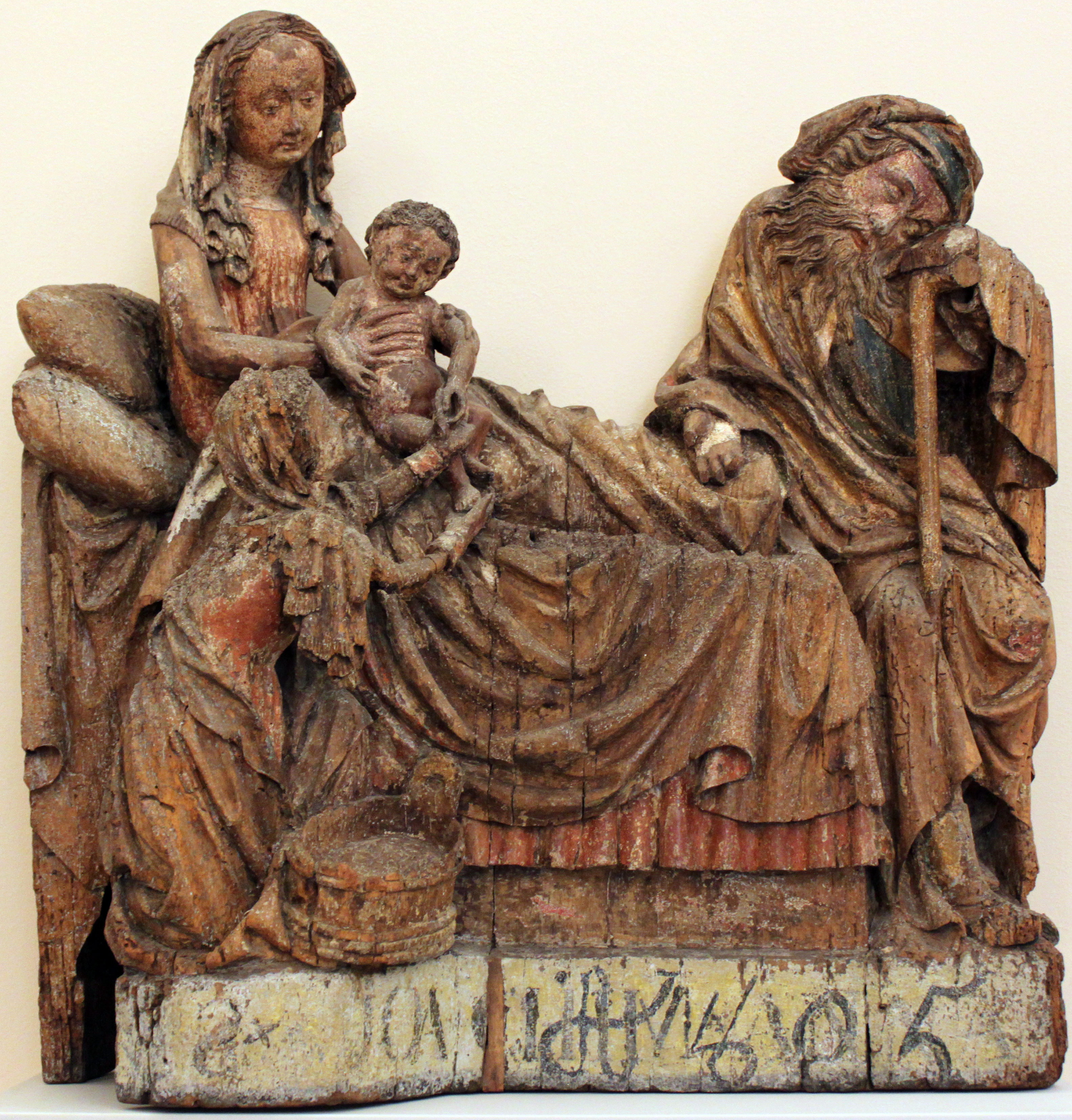
Vánoční motiv, dílo zobrazující narození Ježíše, 1415

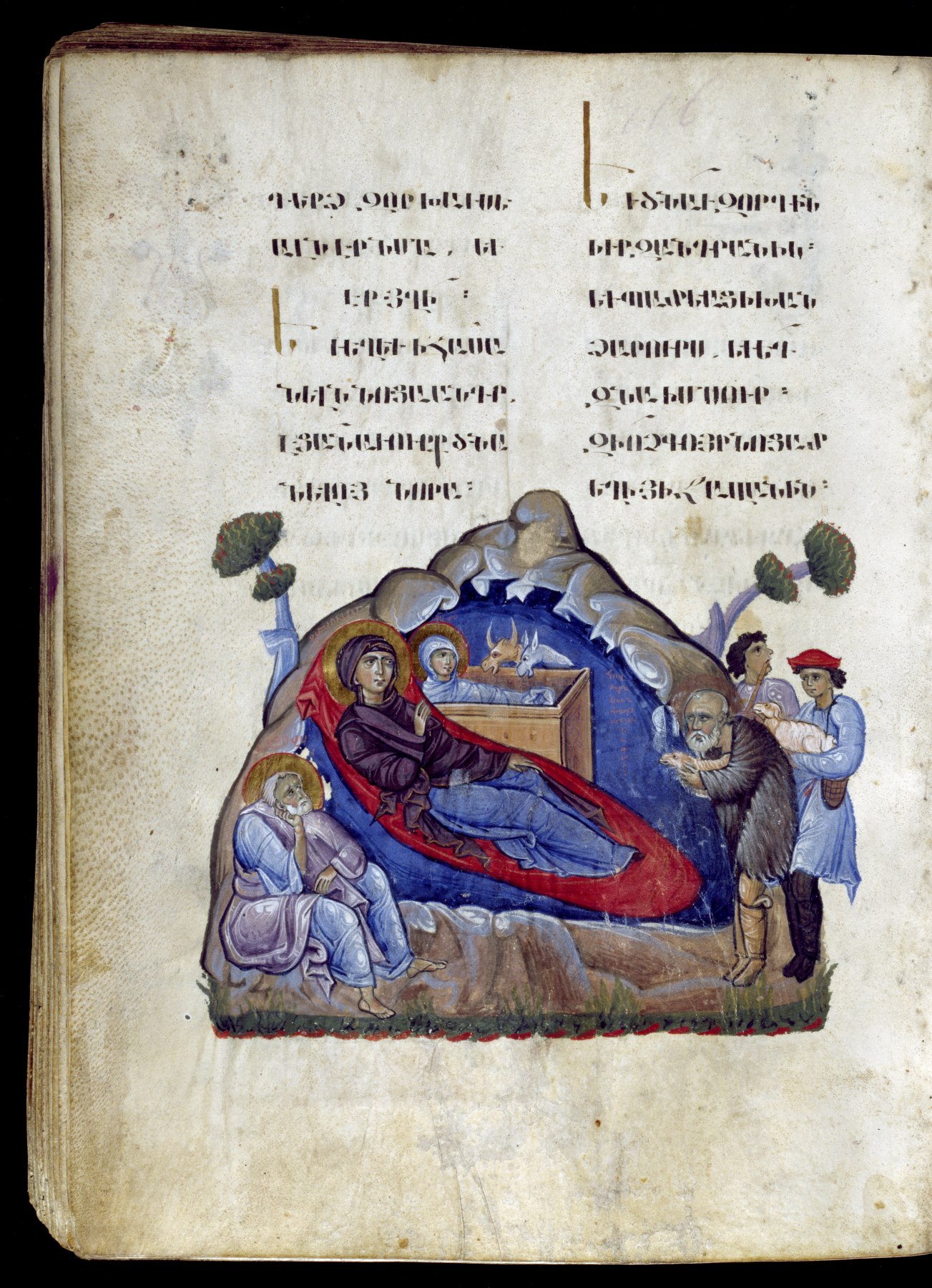
T. Roslin, Narození Páně. Arménský rukopis, kolem 1250

V raném středověku byla oslava Štědrého dne považována za méně významný svátek než Epifanie (Zjevení Páně, 6. ledna), která je v západním křesťanství zaměřena na návštěvu mudrců. Ale ve středověkém kalendáři vánoční svátky postupně nabývaly na významosti. Čtyřicet dní před Vánocemi se stalo obdobím „čtyřiceti dnů sv. Martina“ (období začínalo 11. listopadu, na svátek svatého Martina z Tours), nyní známé jako adventní období. V Itálii, kde bývala tradice Saturnálií, tyto oslavy splývaly s adventem. Kolem 12. století byla tato tradice opět změněna na Dvanáct vánočních dnů (25. prosince – 5. ledna), období, které se v liturgických kalendářích slaví jako Dvanáct svatých dní.
Významnost Štědrého dne byla postupně zvyšována po korunovaci Karla Velikého na císaře na Štědrý den v roce 800. Král Edmund Mučedník byl pomazán na Vánoce 855 a král Vilém I. Dobyvatel byl korunován na Štědrý den 1066.

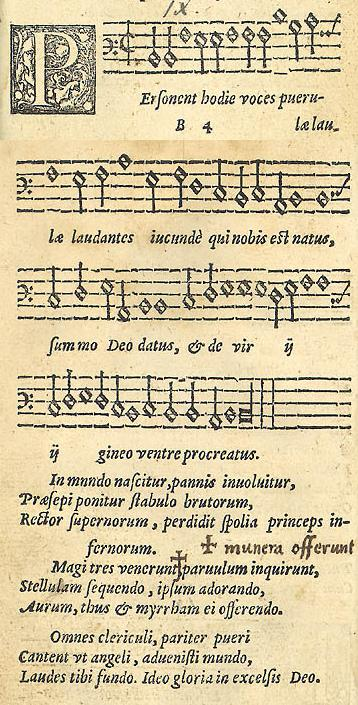
Vánoční koleda „Personent hodie“ (15. století)

Během středověku se pak svátek stal tak významným, že kronikáři běžně uváděli, kde různí magnáti slavili Vánoce. Anglický král Richard II. v roce 1377 pořádal vánoční oslavy, při kterých bylo připraveno a zkonzumováno dvacet osm volů a tři sta ovcí. Kanec z Yule byl společným prvkem středověkých vánočních svátků v Anglii. Koledování se stalo velmi populárním, původně však šlo o skupiny tanečníků, kteří zpívali. Skupina se skládala ze zpěváka a kruhu tanečníků, kteří tvořili sbor. Různí umělci té doby byli odsouzeni za oplzlé koledy, což naznačuje, že divoké tradice Saturnálií a Yule pokračovaly v této nové formě pod názvem Vánoce. Opilost, promiskuita a hazardní hry byly také v té době důležitým prvkem oslavy. V Anglii se na Nový rok lidé obdarovávali, a bylo zde vařeno speciální vánoční pivo.
Vánoce byly ve středověku veřejné svátky, jako ozdoby byly používány břečťan, cesmína, a jiné stálezelené rostliny. Dávání vánočních dárků bylo během středověku obvyklé mezi lidmi s právními vztahy, jako je nájemce a pronajímatel. v Anglii v 17. století bylo zvykem, že celoroční střídmost v jídle, tanci, zpěvu, sportování a hraní karet vystřídaly Vánoce s opulentními večeřemi, komplikovanými maškarádami a průvody. V roce 1607 král Jakub I. Stuart trval na tom, že divadelní hry se budou hrát celou Štědrovečerní noc, a že královský dvůr se jim bude věnovat.
Během reformace v 16.-17. století v Evropě mnoho protestantů vyměnilo nositele vánočních dárků za osobu Ježíška nebo Jezulátko a datum předávání dárků bylo změněno z 6. prosince na Štědrý den.

#### Středověké Vánoce v Čechách, Slezsku a na Moravě
Na území Česka byl v období středověku dodržován zvyk bdění (vigilie) a půstu. Také bylo zvykem, aby v předvečer Narození Páně kněží a žáci chodili a kalendovali, čili koledovali, po domech svých věřících, což činili i v osmý den (oktáv) téhož svátku. Domy byly zdobeny chvojím jehličnanů. Mezi běžné pokrmy v té době o Vánocích patřily oplatky, které se podávaly jako první chod, s medem, ale také s česnekem, s bylinkami, šípky nebo jinými plody. Česnekem byly ochucovány i další pokrmy. Česnek byl považován za mocnou ochrannou a posilující bylinu. Dalším chodem byla polévka, často s houbami, které se přidávaly do více druhů štědrovečerních pokrmů. Nejznámějším štědrovečerním jídlem s houbami v té době byl kuba (černý kuba), připravovaný z krupek a hub. K večeři se také podávala krupičná, hrachová nebo prosná kaše. Tento pokrm měl být symbolem hojnosti. Součástí večeře bylo i vařené sušené ovoce.
Čeští křesťané se v předvečer Vánoc postili „až do hvězdy“ tedy do první hvězdy (ve 20. a 21. století zvyk trvá i mezi nekatolíky, novodobým účelem každoročního půstu je, aby postící se viděl zlaté prasátko). Děti dobří křesťané strašili, že přijde o Štědrém večeru Šprech a provrtá jim břicho, aby zjistil, zda se řádně postili.
Nicméně středověký učenec, benediktinský mnich Jan z Holešova (†1436), dodává, že „…kteří jsou v jeho moci (ďáblově), … se v tak slavnostní předvečer přežírají, druzí opíjejí a jiní nejen do večerní hvězdy, ale i do jitřní hvězdy na chválu ďáblovu bdí, hrajíce v onen nejsvětější večer v kostky a zkoušejíce, jaké budou míti v kostkách štěstí po celý budoucí rok.“ Popisuje, že nikdy v celém roce se neprovozuje tolik a takových kouzel, věcí tak hanebných a zavrženíhodných jako o Vánocích. Zdůvodňuje to tak, že je to veliký svátek, a proto chce také ďábel mít z něho veliký podíl. Proto ďábel vnucuje lidem přesvědčení, že s ohledem na význam Štědrého dne mají i jejich kouzla větší moc.
Dalším popisovaným zvykem je pohostinnost. Na večer Štědrého dne jsou věrní a zbožní křesťané štědřejší než jindy. "Žádný hospodář není tak chudý, aby v tento večer nevystrojil své rodině štědrý večer neboli štědrou potěchu, nemůže-li více, aspoň udělá toho večera větší světlo ve své světnici. I dobytčatům sedláci dopřávali více krmiva než jindy." Popisuje, že lidé dříve v tento večer otvírali své domy až po střechu, a každý potřebný dostal občerstvení. Poctiví lidé darovali ze svého měšce otevřeně, pohotověji sahajíce pro peníz chudobnému než obvykle. Podle uvedeného zdroje bylo zvykem při obědě (zřejmě polévka při lehkém půstu) na Štědrý den položit na svůj stůl peníze, které chtěl majitel darovat toho večera chudým.
Ale byly vánoční zvyky a pověry, kterými, podle Jana z Holešova, ďábel všechny tyto chvályhodné tradice převracel v nesprávné. Bylo tradicí držet na Štědrý večer ruku v měšci. Nikoliv však proto, aby bohatí mohli obdarovat chudé, ale aby míchali penězi a aby se jim proto po celý budoucí rok peníze množily. Další tradicí bylo klást peníze na Štědrý večer na stůl. Ale ne proto, aby je bohatí rozdělili chudým, ale aby boháč měl štěstí na peníze. Rovněž opisuje pověru otvírat kapsy toho večera, nikoli chudobným, ale aby všechno štěstí napadalo do jejich kapes.
Z tohoto období je rovněž popsán zvyk obdarovávat blízké, předávat jim „příjemné a vybrané věci“ a zvláště vonné, vložené mezi dvěma krásnými miskami. Podle zdroje někdy ovšem nikoliv pro potěšení jiných a na památku narození Ježíše, ale proto, aby dárci měli celý rok štěstí. Popisuje pověru, že „kdo toho večera neobdaruje jiných, zchudne dřív, než rok skončí“.
V tomto období věřící připravují a pojídají pečivo („chléb“) z bílé mouky (snad vánočky, latinský výraz pro chléb může znamenat jakékoli podobné pečivo) nebo koláče. Což učený mnich popisuje jako zvyk na památku toho, „že se pro nás narodil a nám byl dán v Betlémě, tj. v „Domě chleba“, velký bílý chléb nebeský, totiž náš Pán Ježíš Kristus.“ Podle jeho zprávy lidé dobré víry nechávali na stolech tyto velké bílé chleby s noži, aby si o tomto svátku čeleď pro sebe, i pro chudé příchozí, mohla ukrojit podle své úvahy.
Ďábel pak, podle dobové informace vytvořil z tohoto křesťanského zvyku „hrubý blud smyslu téměř opačného, …křesťané nechávají chleby na stolech a ubrusech nikoli na počest Kristova narození, ale aby v noci přicházeli bůžkové a jedli. Tj. v pravdě hrubý příklad nevěry pohanů… .“
Křesťané podle tohoto písemného dokumentu také v předvečer Štědrého dne ve středověku pojídali více ovoce než jindy, na památku toho dne, kdy se narodilo ovoce vybrané a užitečné, Ježíš Kristus. Věřící pokládali o tomto svátku ovoce na stoly a krájeli čeledi a chudým a ovocné stromy omotávali slámou. Ovšem podle učeného mnicha lidé hned převracejí smysl těchto ušlechtilých zvyků „...a krájejí ovoce, aby na něm pozorovali budoucí dobré či zlé věci, a ovazují stromy slámou, aby jim v budoucím létě nesly hodně ovoce.“
Rovněž bylo ve středověku zvykem křesťanů v předvečer Štědrého dne stlát slámu do místností a do kostelů jako památku toho, "…že je předvečer svátku, kdy Paní celého světa, královna nebeská a Matka Boží porodila na tento svět Pána našeho Ježíše Krista. – Ať si však dají pozor ti, kdož své rozpustilosti a necudnosti provádějí na oné slámě…"
Zvykem byl zákaz zametání během Štědrého dne. Tato tradice vychází z pověry, že o „svatých nocích“ přebývají duše zemřelých mezi živými a mohly by být zraněny nebo vymeteny z domu. Při večeři na Štědrý den hospodyně nesměla v průběhu večeře vstát od stolu, jinak by slepice neseděly celý rok na vejcích. Další pověrou byl zákaz kýchání. Lidé se obávali, že by mohl někdo v místnosti, nebo z jejich přátel, zemřít. Také nesměl nikdo z rodiny sedět naproti dveřím od ulice, aby se nestalo, že v dalším roce zemře.

### Vánoce v 17. století v Čechách, Slezsku a na Moravě
Vánoce se vítaly nejen jako svátky narození Ježíše, ale jako svátek domácího štěstí a společenství. Zprávy ze 17. století popisují, že se na Vánoce pekly v českých zemích nejen vánočky, ale rovněž housky, húsce či pletenice, štědrovnice, štědráky, calty, spletky, makůvky, ceplíky a žemle. Jsou popisovány v souvislosti s vánočními dary panovníkovi, vrchnosti a kněžím. Koláče a buchty se dávaly jako koleda hlavně kněžím a učitelům, nebo je jako výslužku na sv. Štěpána a o Novém roce dostala chasa.
Do 17. století byl středem vánočních zvyků kostel, kde byl vystaven betlém s jesličkami a probíhala štědrovečerní mše. V kostelích se také hrály církevní vánoční hry. Během 17. století v těchto liturgických hrách účinkovali především žáci, kteří je však občas prokládali scénkami, kvůli kterým byli následně z kostelů vyhoštěni. Poté měla podle některých zdrojů vzniknout tradice, kdy žáci chodili na Vánoce hrát dům od domu, koledovat.
Oslava Vánoc se v 17. století přesunula do rodin, kde bylo oslavováno narození Ježíška a uctíváno rodinné štěstí a vzájemná pospolitost. Také se Vánocích vítal návrat Slunce a s tím byly spojeny i štědrovečerní zvyky a obyčeje.
Je popisováno, že do 16. století dávali poddaní dárky vrchnosti a úředníkům, podřízení nadřízeným. Někdy bývaly dárky dokonce vymáhány. Například hrabě Václav Jiří Holický ze Šternberka napsal ve své korespondenci roce 1597 panu Jindřichu ze Švamberka, bohatému šlechtici z hradu Zvíkov, jako odpověď na několikerou urgenci o vánoční dárek toto: „Tu chrtici novýho líta posílám.“ Česká města posílala v 17. století rakouské císařovně k Vánocům deset koroptví a šedesát kvíčal. Vánoční dárky státním úředníkům nazývali staročeši „halafance“, což byly v podstatě vánoční úplatky vlivným úředníkům, kteří byli poté k prosbám českých měst vstřícnější. Zvyk rozdávat dárky i dětem se možná rozšířil později, ale už Daniel Adam z Veleslavína popisuje, že dárky dostávaly i děti: „Toho dne mají obyčaj dítkám rodičové rozličné dárky klásti času nočního pod titulem Krista Pána a slují ti štědrovečerní darové: darové Krista Pána.“

### Změny v 18. století

#### V Anglii
Po protestantské reformaci některé náboženské skupiny v Anglii, především puritáni, důrazně odsoudily oslavu Vánoc jako katolického vynálezu a „pozlátka papežství“ či „hadrové bestie“. Katolická církev reagovala tím, že podporovala oslavu Vánoc ve více nábožensky orientované formě. Vánoce však dále byly jedním z velkých témat sporu mezi anglikány a puristy.
Karel I. Stuart nařizoval během své vlády svým šlechticům a panstvu, aby se během zimního slunovratu vraceli na svá panství, aby tak mohli dodržovat staré vánoční zvyky. V roce 1647, během anglické občanské války, angličtí puritáni ovládající Parlament zakázali slavení Vánoc jako nebiblického a pohanského zvyku. Následovaly protesty proti rušení Vánoc. Vzpoura vypukla v několika městech a několik týdnů bylo Canterbury řízeno protestujícími, kteří zdobili vchody cesmínou a pokřikovali hesla monarchistů. Kniha The Vindication of Christmas (česky Ospravedlnění Vánoc) (Londýn, 1652), zveřejnila námitky proti puritánům a vyzvedla staré anglické vánoční tradice jako štěsrovečerní večeři, pečená jablka na ohni, hraní karet, tančení se „služebnými“ a „sedláky“, a také zpívání koled.
Reformy během vlády krále Karla II. v roce 1660 zákaz slavení Vánoc ukončily, ale mnoho duchovních stále nesouhlasilo s vánočními oslavami. Presbyteriánská církev (Presbyterian Church of Scotland) ve Skotsku také odrazovala od slavení Vánoc. I v době, kdy Jakub I. Stuart přikázal slavení Vánoc v roce 1618, účast zdejších puritánů na oslavách byla sporá.
Skotský parlament oficiálně zrušil zvyk dodržování Vánoc v roce 1640. Vánoce nebyly ve Skotsku veřejný svátek až do roku 1958, kdy se Vánoce opět staly skotským svátkem.
Deník Jamese Woodforda z druhé poloviny 18. století popisuje detaily o dodržování Vánoc a oslav spojených s vánočním obdobím po řadu let.

#### V Americe
V koloniální Americe puritáni z Nové Anglie sdíleli radikální protestantský nesouhlas s oslavami Vánoc. Oslava byla zakázána v Bostonu v letech 1659 až 1681. Zákaz slavení Tří králů byl zrušen až v roce 1681 anglickým guvernérem Edmundem Androsem. Ale ani po zrušení zákazu nebyl svátek slaven až do poloviny 19. století, kdy se slavení Vánoc stalo v oblasti Bostonu módním.
V téže době křesťanští obyvatelé Virginie a New Yorku slavili Vánoce bez omezení. V Pensylvánii byli známi pro své nadšené oslavy Vánoc obyvatelé měst Bethlehem, Nazareth a Lititz. Tato města založili moravští osadníci německé i moravské národnosti z církve Moravských bratří. Moravané v Bethlehemu měli první vánoční stromky v Americe, stejně jako první betlémy. Po americké revoluci však byly Vánoce ve Spojených státech obecně méně oblíbené, neboť byly považovány za anglický zvyk.

#### V Českých zemích
V Českých zemích se nejpozději od 16. století pekly pletené vánočky, podle M. Navrátilové je však až do 18. století směli péct výhradně pekaři. Dříve byla pečená také nezaplétaná vánočka, které se říkalo „hůsce“.
V ulicích o Vánocích zpívali jarmareční hudebníci a pořádala se představení loutkových divadel. Na náměstích měst se prodávalo na Mikulášských trzích. Už v 17. a ještě i v 18. století byl vánoční týden zahájen průvodem pražských Židů, kteří nesli na Pražský hrad hodnostářům jako dary husy a cizokrajné plodiny. Později chodíval průvod pekařského cechu s obrovskou vánočkou (nazývanou „štědrovka“). Toto pečivo na Hrad neslo hodnostářům šest tovaryšů. Kromě darů pro hodnostáře bylo zvykem obdarovávat chudé a koledníky. Vánoce byly v 18. století svátky slavené i v rodinách, nejen v kostelech. Mezi nově vytvořené chrámové betlémy tehdy patřil kapucínský betlém v kostele Panny Marie Andělské na Loretánském náměstí na Hradčanech. V 18. století však bylo vystavování jeslí považováno leckde za nedůstojné, protože jesle odváděly pozornost mládeže od kázání.
K vánoční večeři se podávala kaše, kuba (nazývaný také „hubník“). Kaši z vařeného sušeného ovoce (z „křížal“), která byla na Vánoce podávána, se říkalo „muzika“. Večeře začínala až s východem první hvězdy. Bylo také tradicí pojíst trochu vařené čočky, aby se v rodině držely peníze. Kvůli pověrám na štědrovečerním stole musely být česnek, cibule, vánočka a chléb. Nebylo zvykem podávat k večeři rybu nebo zajíce, aby štěstí neuplavalo a neuteklo. Tento zvyk se objevil až na konci 18. století. Připravoval se kapr na černo, kapr a štika na modro a později i rybí polévka a obalovaný kapr. Součástí večeře bylo i ovoce jako jablka nebo ořechy. Jako poslední chod se podávala vánočka s čajem nebo punčem. Část večeře odnesla hospodyně domácím zvířatům a část vhodila do ohně a do vody jako pohanskou obětinu. Zbytek večera před mší trávili obyvatelé zábavou, obvykle hrami a tradicemi jako je pouštění ořechových skořápek po vodě nebo lití olova. Před Vánocemi ovazovali hospodáři vybrané stromy povříslem jako poděkování za úrodu. Ovocné stromy byly mimo to chráněny slámou nebo proutím proti mrazu a zvěři, tak jak to bylo zvykem i dříve.
K vánočním symbolům se vztahem k slunovratu patří malí ptáci, dekorace s prvky zpodobňujícími ptáky byly častou ozdobou. Dekorace ve tvaru ptáků byly s oblibou používány i na ozdobení vánočních stromků v dalším století. Jako ozdoba domácností sloužily vánoční či hrníčkový vrkoč, větve jehličnanů a muší ráj. Také byla v českých zemích známa forma ozdoby paradeisl, která je v knize České vánoce popisována pod názvem „zahrádka“ s tím ,že pokud jsou do jablíček umístěny svíčky, vytvoří se hezký svícen. Autor uvádí, že tyto ozdoby byly časté až do konce 19. století.

### 19. století

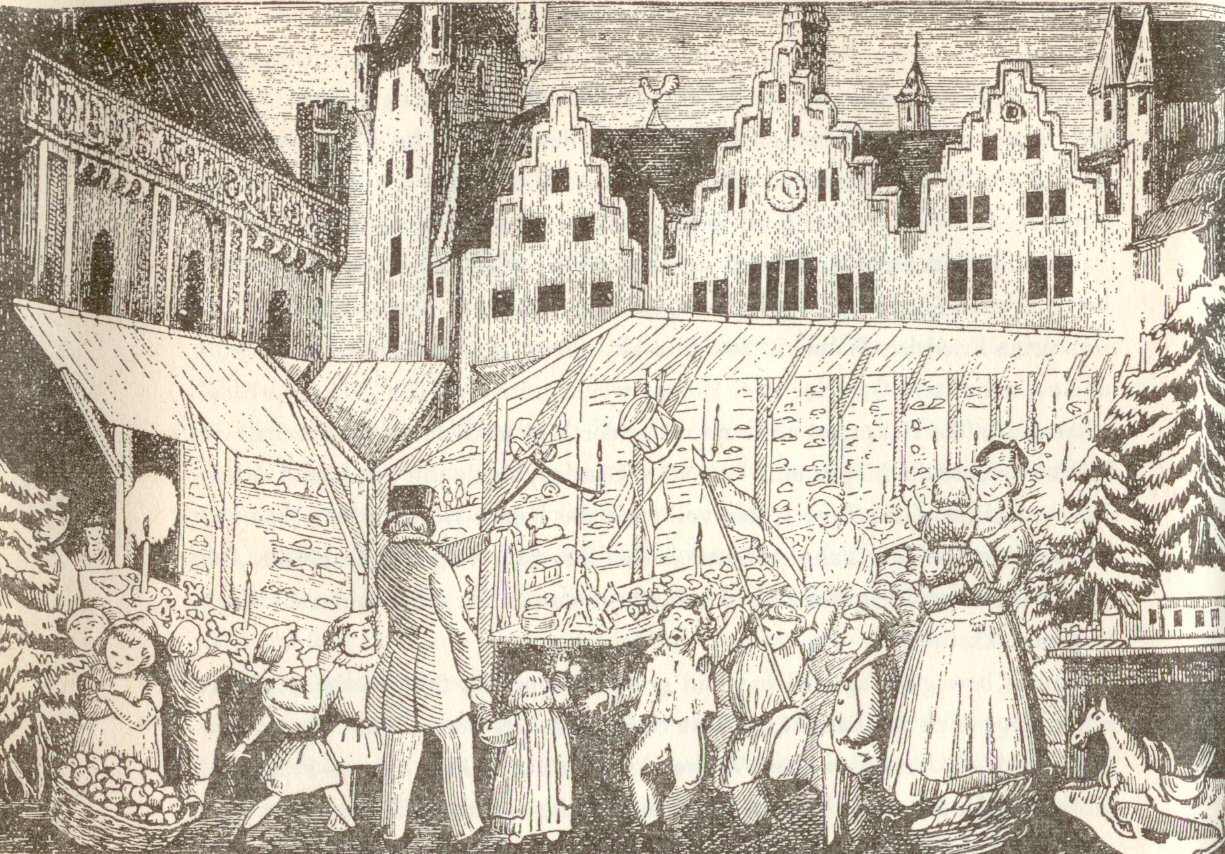
Vánoční trhy, Frankfurt, 1851

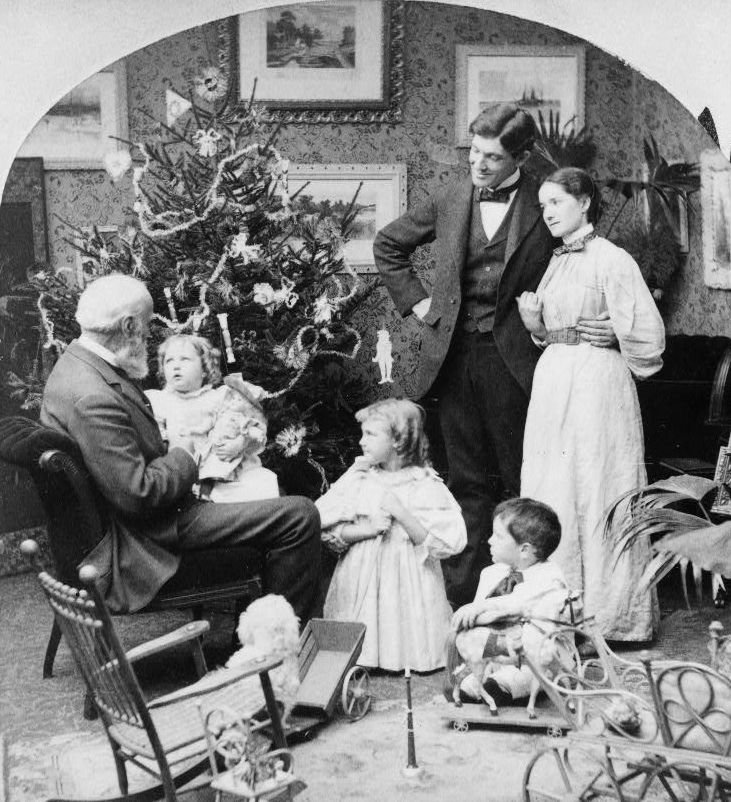
Vánoce koncem 19. století

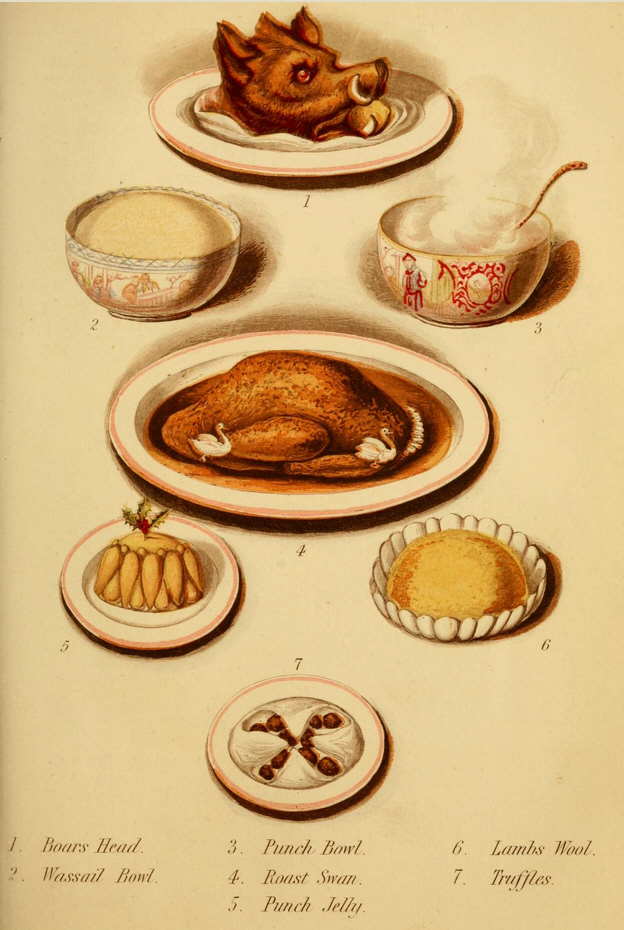
Obrázky vánočních pokrmů z dobové kuchařky

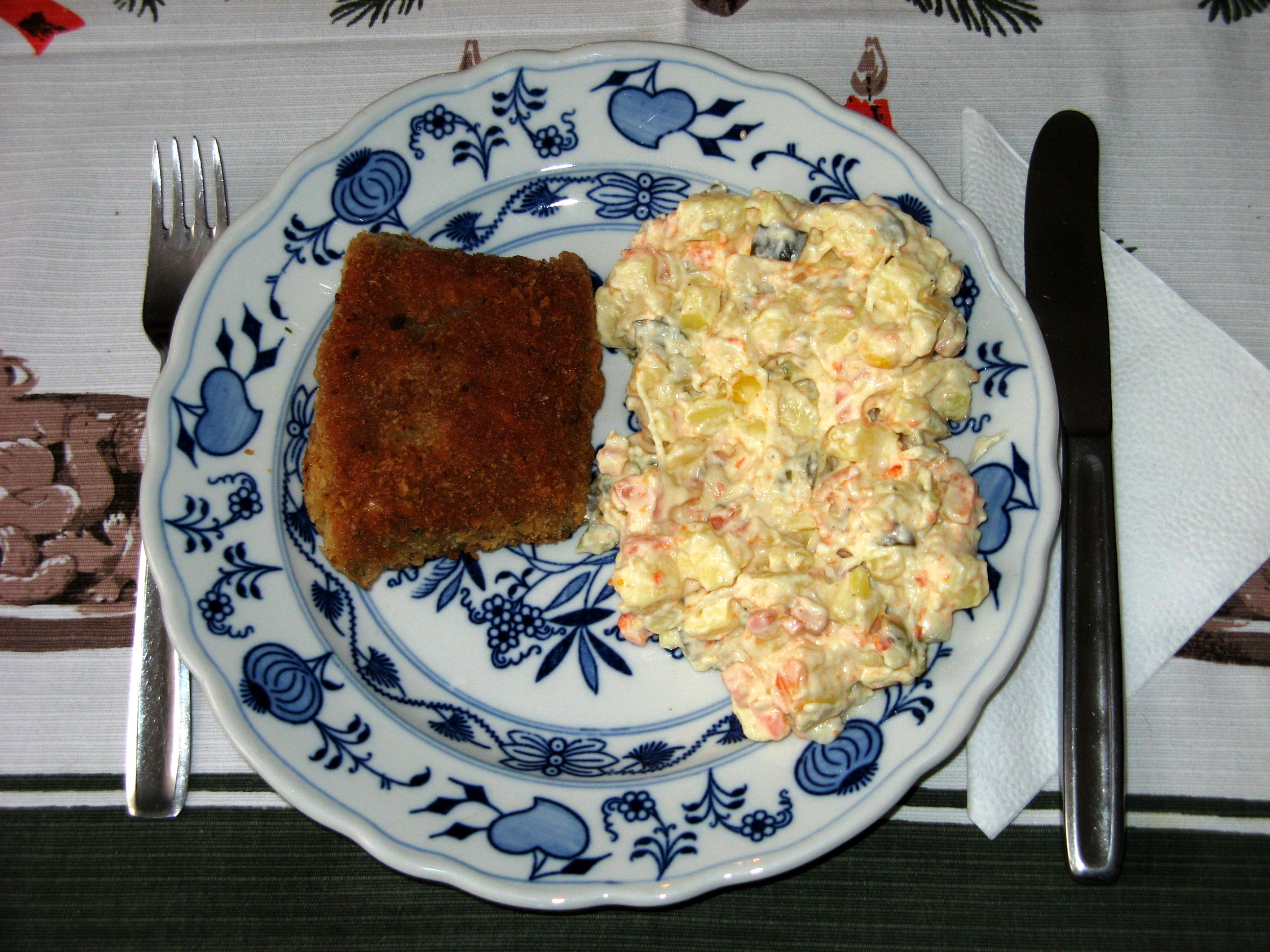
Vánoční kapr s bramborovým salátem

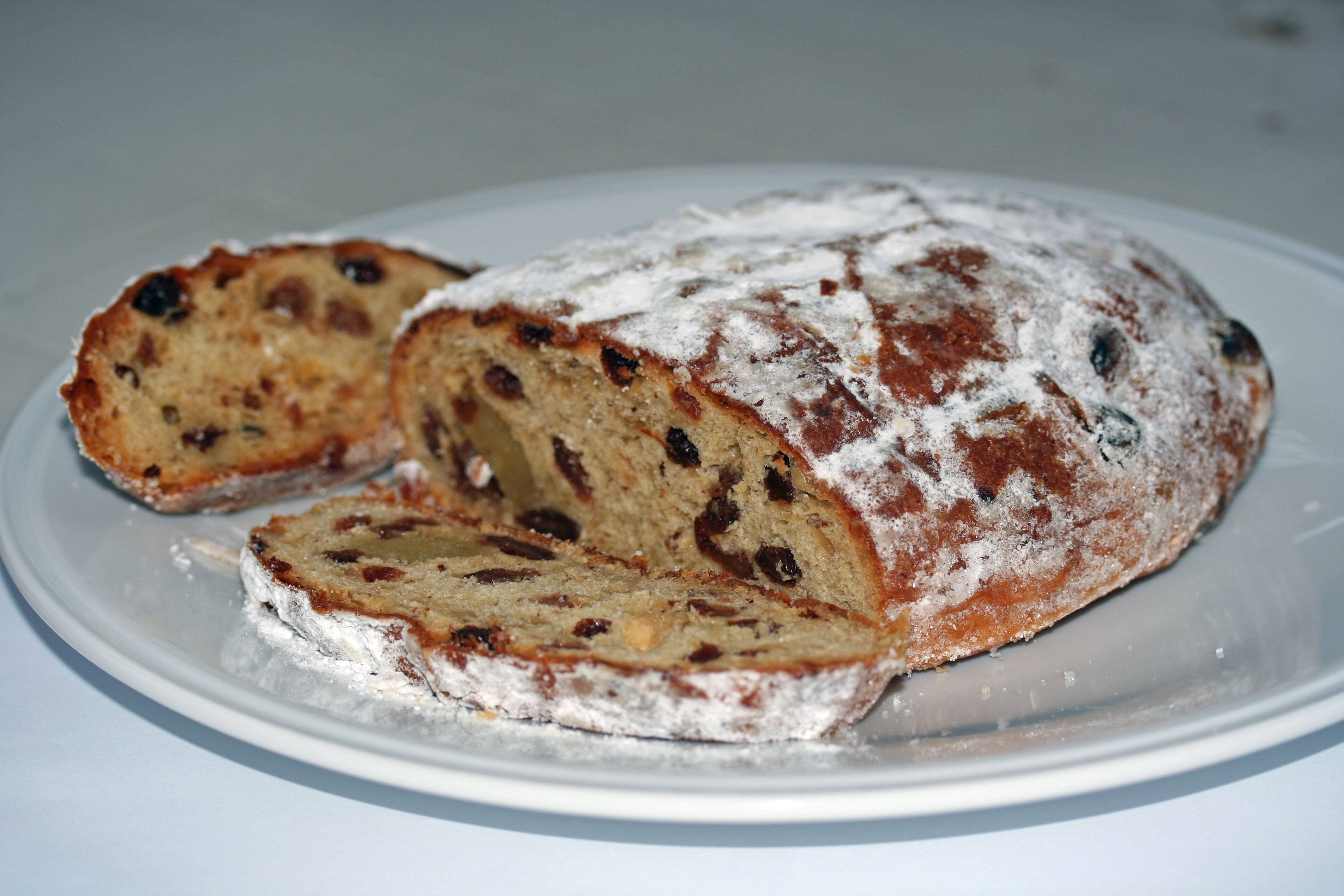
Vánoční štóla

Na počátku 19. století spisovatelé ukazovali tudorovské Vánoce jako čas srdečných oslav. V roce 1843 napsal Charles Dickens román A Christmas Carol (česky Vánoční koleda), který pomohl oživit „duch“ vánočního a sezónního veselí. Okamžitá popularita této knihy sehrála velkou roli v představení Vánoc jakožto svátku, jenž klade důraz na rodinu, dobrou vůli a soucit.
Dickens se snažil ukázat Vánoce jako svátek štědrosti slavený ve středu rodiny, na rozdíl od komunitních a církevních obřadů s ukázněnými tradicemi a pravidly, jejichž dodržování upadlo na konci 18. a na začátku 19. století.
Překrytím církevních oslav svou světskou vizí svátků ovlivnil Dickens mnoho aspektů Vánoc v západní kultuře. Například rodinné oslavy, tradiční pokrmy a pití, tanec, hry a pojetí Vánoc jako svátků štědrosti, velkorysosti ducha a lásky. Nejoblíbenější fráze z příběhu, „Merry Christmas“, byla příběhem velmi popularizována. To souvisí se založením Oxford Movement a růstem anglo-katolicismu, což následně vedlo k znovuoživení tradičních rituálů katolické církve a původních náboženských tradic.
Pojmenování Scrooge se stalo synonymem lakomce, i s jeho projevem „Bah! Humbuk!“ a odmítáním slavnostního ducha Vánoc. V roce 1843 byla vyrobena první komerční vánoční pohlednice. [84] Oživení vánočních koled začalo s vydáním publikace Williama Sandyse „Christmas Carols Ancient and Modern“ (1833) (česky „Vánoční koledy starověké a moderní“), s koledami „The First Noel“, „I Saw Three Ships“, „Hark the Herald Angels Sing“ and „God Rest Ye Merry, Gentlemen“, jenž byla uvedena i v Dickensově '„A Christmas Carol“.
V 19. století se vánoční stromek rozšířil i mimo německé prostředí. Ujal se nejprve ve městech, poté na venkově, většinou ho přijímali dříve protestanti než katolíci. Katolická církev považovala zpočátku zdobení stromů za pohanský zvyk.

#### České země
Přes pronásledování pohanů mnohé pohanské pověry v 19. století stále přežívají. Mezi pověry ještě v 19. století patří zvyk použít výhradně mouku z vlastního pole a při zadělávání těsta se měla hospodyně rukama od těsta dotknout stromů, aby hojně rodily a zbytky těsta slít s vodou a podat dobytku, který pak bude podle pověry dobře dojit.
Na začátku vánočního období byly pořádány Mikulášské průvody. V předvečer svátku chodil Mikuláš s doprovodem po domech rozdávat dárečky malým dětem. Podle dostupných zdrojů v 19. století tvořili doprovod „laufíři“, a za nimi „hajduci“. „Laufíři“ oznamovali příchod Mikuláše, „hajduci“ vyzývali okolostojící k pokleknutí ke křesťanské modlitbě v přítomnosti světce. Za „hajduky“ v průvodu šli muzikanti a skupina masek. Mezi postavy v průvodech tradičně patřili husaři, dragoun s koněm, Žid, smrt. Jindy ale v průvodu chodil třeba i obecný policajt. Někde tvořili součást průvodu „hansbuřti“ (Mikulášova ochranka), „klapačka“ – tyč s čelistmi, s kterými klapal chlapec. Dalšími postavami v procesí jsou andělé. Průvod uzavíral Svatý Mikuláš a čerti.
V 19. století byly zřejmě nejoblíbenějšími cukrovinkami karamelky, ty byly používány i na ozdobu. Na štědrovečerním stole se od druhé poloviny 19. století objevují dnes běžné druhy vánočního cukroví, ale spíše na stole šlechty a bohatých měšťanů, protože řepného cukru bylo málo a třtinový se musel nákladně dovážet. V tomto století byl poprvé součástí Vánoc také jablkový závin. V běžných domácnostech tak jako vánoční sladkosti tehdy bylo možné vidět levnějším medem slazené ovoce. Tyto pochoutky byly podávány ve tvaru hraček, například postaviček. Mezi jedlé sladké ozdoby patřily pletené vrkoče věncovitého tvaru z kynutého těsta, do nějž byly napíchány křížaly na špejlích. Ve městech si o Vánocích pochutnávali na medovém vánočním cukroví (tzv. medáky) a zázvorkách, na venkově bylo možné si pochutnat na škvarkovém cukroví.
Oblíbenými vánočními jídly byly kuba, lívance nebo švestkové knedlíky. Zmiňováno je i podávání čočky nebo hrachu, což bylo dáno od středověku obvyklou pověrou, že pojídání čočky o Vánocích má vliv na bohatství. „Muzika“ ze sušeného ovoce se podávala jako zákusek. Jako pochoutka i na ozdobu byly používány perníky. Perníkové těsto kuchařky před pečením vtlačovaly do dřevěných formiček různých tvarů. Někteří autoři zmiňují, že na konci 19. století ryby jedli na Vánoce jen obyvatelé rybníkářských krajů. Pro ostatní obyvatelstvo byli kapři příliš drazí. Podle zprávy, která se zachovala v Národním muzeu a byla datována 1899, byly však ryby pevnou součástí vánoční tabule i chudých dělníků pracujících nelegálně:"… pan Šef foršus dat nechce. a doplatek taky ne. hanba mu. zítra štědrý den. Kde jsou prachy na ryby,… ". Také další zdroje ovšem uvádějí, že již na konci 17. století byli kapři běžně rozváženi do většiny oblastí Česka, avšak někde v podhorských oblastech bylo pro nízké teploty nutné živého vánočního kapra nahradit pečivem ve tvaru ryby. Tento rozpor nevylučuje možnost, že kapři s ohledem na některé okolnosti v 18. století podražili nebo obyvatelstvo zchudlo.
V 19. století se v českých zemích uchytil způsob kuchyňské přípravy kapra, který se sem dostal z Rakouska.
Vánoční dům byl uklizený a vyzdobený. Na ozdobu bylo používáno chvojí, zelené větve jedle nebo borovice. Jako ozdoby byly použity klasy a makovice, slaměné ozdoby, sušené ovoce, ořechy, bukvice, sušené houby, perníky a během 19. století i papírové ozdoby.
Na počátku 19. století se však již šíří používání vánočního stromečku jako ozdoby i v českých zemích. První stromeček v Česku postavil a ozdobil režisér pražského Stavovského divadla Leibich, jenž byl původem z Bavorska, v r. 1812. Ozdobený stromeček se svíčkami je běžný až v od poloviny 19. století. Jako ozdoby stromečku je používáno nejen ovoce, ořechy a voskové, dřevěné, papírové nebo kovové ozdoby, ale i pečivo. Zmiňovány jsou karamelky, perník, čokoláda, marcipán nebo tragant, ale i sněhové pečivo (ze šlehaného bílku) nakupované u cukrářů. Na přelomu 19. a 20. století se používají ozdoby na vánoční stromeček také ze skla a skleněného vlákna. Koncem 19. století je stromeček zdoben lojovými svíčkami, později pak svíčkami parafínovými.
V roce 1850 upekli manželé Lutonští ve Vizovicích pro své sousedy vizovické pečivo. Tato pečená hmota z mouky se stala oblíbeným materiálem pro zhotovování nejedlých vánočních dekorací.
V 18. století nejprve Marie Terezie a poté i Josef II. vydali zákaz stavění jesliček v kostelích, neboť to považovali za nedůstojné a dětinské. Zřejmě z toho důvodu se rozšířilo vytváření jesliček mimo kostely. Výroba domácích betlémů a jesliček se masivně rozšířila především na venkově. Ukázky jesliček jako komerční příležitosti bylo hojně využíváno. Výroba betlémů se leckde stala průmyslovým odvětvím. Oficiální zákaz vystavování betlémů v kostelích byl zrušen až v roce 1825, poté jsou v kostelích v českých zemích znovu betlémy během Vánoc vytvářeny. V 19. století jsou nejrozšířenější betlémy vyřezávané ze dřeva, avšak živé betlémy jsou také časté. Na přelomu 19. a 20. století vzniká Třebechovický betlém.
V okolních zemích se šíří posílání vánočních pohlednic, v českých zemích jsou do 20. století pohlednice výhradně s německými nápisy.
Některá muzea na počátku 21. století nabízí o Vánocích ukázky ze života české rodiny v 19. století. Například Hornické muzeum Příbram ukazuje Vánoce místních horníků. Součástí programu pro veřejnost je ukázka lití olova, pečení a zdobení perníku, výroba vánočních ozdob, hra na hudební nástroje.

### 20. století
Rádiové spojení ve 20. století umožnilo přenášet vánoční hudbu, vánoční mše, kázání a vánoční proslovy i k velmi vzdáleným posluchačům. Na Vánoce, den před Štědrým dnem v roce 1947, předvedli světu Brattain, Bardeen a Shockley první polovodičový zesilovač s tranzistory, které umožnily komerční rozšíření přenosných radiových přijímačů. Od druhé poloviny 20. století k oslavám Vánoc patří i večery u televize.

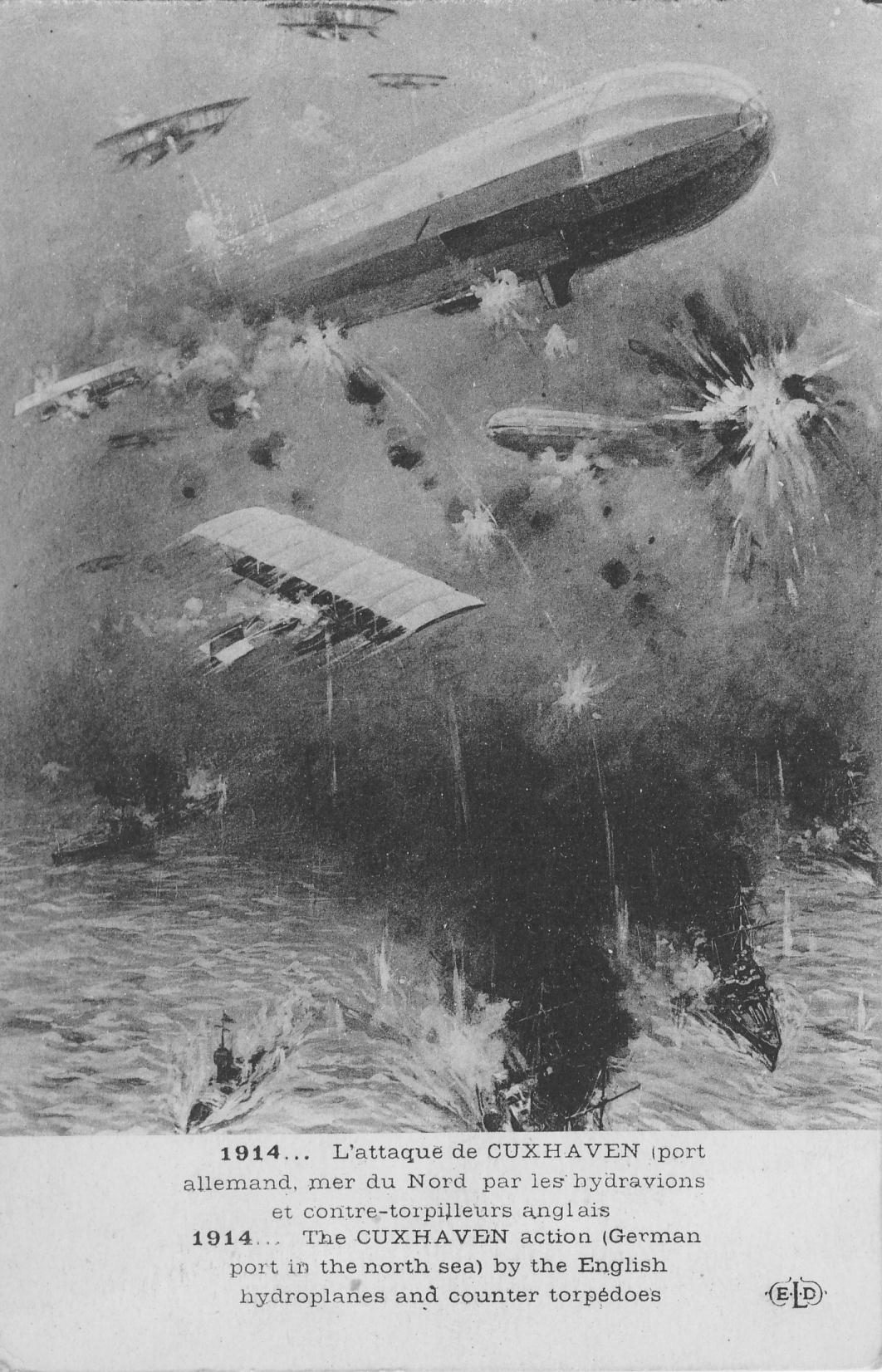
Útok britského letectva na Vánoce 1914

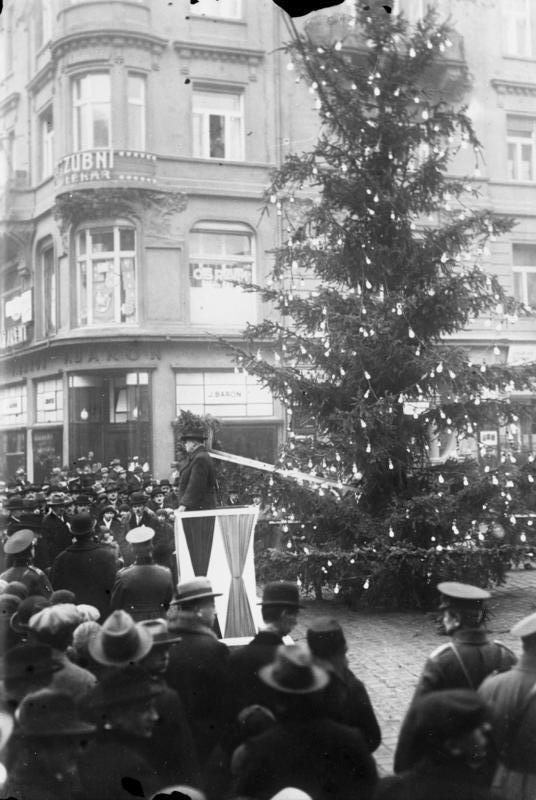
Sbírka na děti nezaměstnaných rodičů u vánočního stromku v Praze, 1931

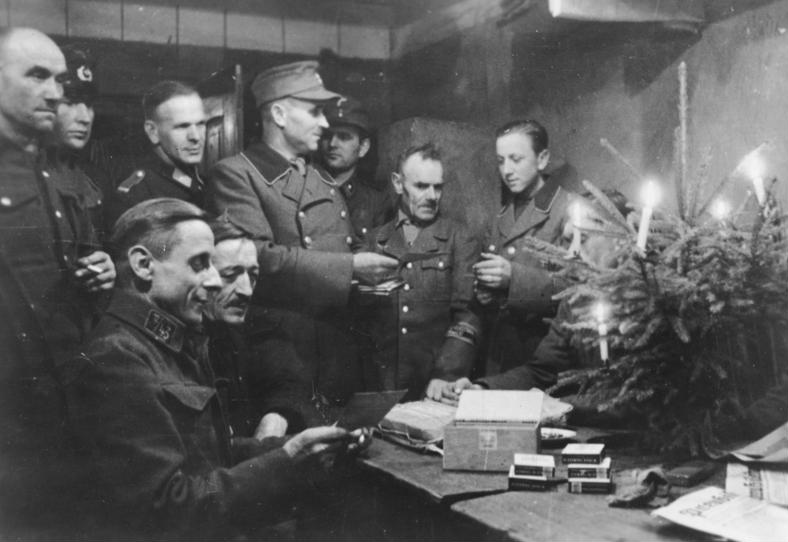
Němečtí vojáci slaví Vánoce 1944

Dvacáté století bylo, snad ještě více než předchozí, dobou rychlého průmyslového rozvoje a změn, zásadních objevů a budování ale také dříve nemyslitelné míry destrukce. S ohledem na nerovnoměrný technologický rozvoj a ideologické rozdíly nebyly oslavy Vánoc ani v civilizovaných částech planety stejné.
Mezi dárky pro děti během let přibývá hraček, především průmyslové výroby. Častým praktickým dárkem přesto zůstává oblečení. V roce 1925 byl v Polici nad Metují zahájena výroba kovové stavebnice Merkur, která byla oblíbeným dárkem v Vánocům během 20. století. Pro dospělé byly inzerovány dárky jako lampy, žehličky, kávovary, čajovary, opékače topinek, elektrické podušky, trouby, vařiče, sporáky, ledničky. Tyto krásné ale drahé dárky bylo možné koupit i na půjčku. Nejčastějším dárkem pro dospělé, především s ohledem na cenu, však byla látka na šaty, boty, tabák nebo alkohol. Stromek bylo možné osvětlit elektrickými světly a ozdobit skleněnými foukanými ozdobami. Jako vánoční ovoce bylo možné koupit pomeranče, mandarinky, grapefruity, banány, datle, fíky a kiwi. Statisíce nezaměstnaných však slavily velmi chudé Vánoce.
Během dvou světových válek se výzdoba vánočního stromku a slavení Vánoc vyvíjelo s ohledem na podmínky. Společné slavení Štědrého večera znepřátelenými vojáky je popisováno jak během první, tak druhé světové války. K prvnímu vánočnímu příměří podle dostupných zdrojů došlo v roce 1914. Existovaly snahy přesvědčit válčící mocnosti, aby Vánoce oslavily jako křesťanské národy. Papež vyzval evropské mocnosti, aby během Vánoc uzavřely mír. Ne všechny národy se však na příměří dohodly. Rusko kupříkladu odmítlo, protože slaví Vánoce o dva týdny později. Příměří a oslavy, vlivem propagandy i rozkazů, nebylo slaveno všude. Mnoho prostých Němců považovalo (především díky vlivu propagandy) Angličany za národ, jehož zničení považovali za nejposvátnější povinnost, ale bylo tomu i obráceně. V následujících letech pak velení armád některých zemí, aby bylo zabráněno příměří, společné slavení Vánoc vojáky znepřátelených armád trestalo smrtí. V roce 1915 tak již společné slavení Vánoc bylo spíše vzácností.
Na Vánoce 1914 byl proveden útok britského letectva na německé loďstvo a vzducholodě. Tato akce je někdy připomínána jako „Cuxhaven Raid“. Britské síly poničily německé cíle a z útoku se vítězně vrátily bez poškození.
Po skončení Vánoc pokračovaly stejně vražedné boje i v místech kde došlo k „sbratřovaní“ a vojáci se přesvědčili, že jejich nepřátelé jsou slušní, vzdělaní a přátelští lidé. Podobné zkušenosti jsou popisovány i z 2. světové války. Během války byly Vánoce v evropských zemích někdy slaveny civilisty i v krytech nebo se zatemněním, při svíčkách, a dárky byly často sladkosti nebo konzervy, případně pro vojáky povýšení.
Ačkoliv v roce 1939 byly v Protektorátu Čechy a Morava jako vánoční dárky doporučovány fotoaparáty, rádia, gramofony či horská slunce, likéry a lepší cigarety či doutníky, potřebné potraviny pro vánoční večeři bylo nutné shánět na černém trhu, protože lístkový systém nabízel jen skromné možnosti. V časopisech a novinách tak vychází recepty na levné pokrmy, například na „výborné“ vánočky, na které je potřeba pouze 20 dkg vařených nastrouhaných brambor, 60 dkg mouky, 10 dkg cukru, 5 dkg margarínu, 2,5 dkg kvasnic a trocha mléka. Podle některých zdrojů se křesťanské tradice Vánoc pokoušeli nacisté změnit na starogermánské pohanské „slavnosti slunovratu“ a „svatý svátek Němců“. Na Vánoce roku 1938 bylo například v německých školách zakázáno slavit narození Ježíše Krista a nesměly se zpívat náboženské vánoční koledy. Germánské pojetí svátků bylo na území Protektorátu obecně odmítáno, narození Ježíše v Betlémě jako symbol Vánoc připomínal ve vánočních projevech i Emil Hácha. Častým knižním dárkem pro děti byl Alšův Špalíček nebo Pohádky Boženy Němcové.
Podle některých zdrojů ve věznicích na území Německa však čeští političtí vězni svým dozorcům o Vánocích dokonce nadělovali dárky, v koncentračních táborech však nikoliv. Vězňové si mezi sebou dávali jako dárky nedostatkové zboží, jako třeba mýdlo nebo pastu na zuby.
„Jsou to nejsmutnější Vánoce jaké jsme kdy prožili… Nemáme střechy nad hlavou a všude vládne zármutek…“, popisuje úvodník v Caen Vánoce 1944.
Poválečné Vánoce byly stále ještě dosti hubenými svátky. Koncem roku 1945 dosahovala výživná hodnota přídělů potravin 60% doporučené normy. Vedle běžných potravinových lístků ale byly na Vánoce 1945 vydány i mimořádné příděly, takže si obyvatelé Československa mohli koupit 1500 g bílého pečiva nebo 1125 g pšeničné hrubé mouky, 150 g poživatin, 250 g cukru a 100 g marmelády nebo 75 g cukru navíc. Měsíční příděl bonbonů činil 200 g.
Až do roku 1950 bylo i ve Velké Británii mnoho vánočních zvyků omezeno pouze na privilegované sociálně silné horní třídy a bohatší rodiny. Větší část populace v Británii nepřijala mnoho vánočních rituálů, které se později staly obecnými. Vánoční strom byl vzácností. Vánoční večeře byla připravována z hovězího masa, nikoliv z krocana. Ve svých punčochách děti mohly najít nejčastěji jablko, pomeranč a sladkosti. Rodinná oslava Vánoc se stala obvyklou až se zvýšenou prosperitou od roku 1950.
Ve 20. století se rovněž ujal zvyk vánočních projevů hlav států přenášených radiovými vlnami a později pomocí televizního vysílání. Tradicí se už za první republiky stala sbírka na děti v dětských domovech pod Vánočními stromy republiky na náměstích měst. Během protektorátu bylo zakázáno veřejné vztyčování vánočních stromů a sbírky. Již od počátku se však objevili také podvodníci, kteří ve falešných sbírkách lákali od důvěřivých dárců peníze.
Československá komunistická vláda se stejně jako nacisté snažila co nejvíce potlačit křesťanskou podstatu Vánoc. V 50. letech byla snaha nahradit postavu Ježíška nosícího dárky Dědou Mrázem a podpořit představu Vánoc jako konzumního a nikoli náboženského svátku. Oslav či slavení Vánoc jako narození Ježíše Krista se československý občan dočkal znovu na Vánoce 1989.
Komunistická vláda v 50. letech také bojovala se zásobováním obchodů s Vánoci spjatými potravinami. Situace se zlepšila v 60. letech díky politickému vývoji, kdy se některé asijské, africké a karibské státy přiklonily k Východnímu bloku, což umožnilo dovoz produktů z těchto zemí jako kokosové ořechy, pomeranče a další. Přesto i s ohledem na zvýšenou poptávku nebyly obchody schopné uspokojit poptávku zákazníků.